# 川澄俊文
川澄 俊文（かわすみ としふみ、1955年7月18日 - ）は、日本の地方公務員。現在、東京地下鉄株式会社（東京メトロ）代表取締役会長を務めている。

## 来歴・人物
1980年に早稲田大学法学部を卒業し、東京都に入庁した。
知事本局総務部長、福祉保健局長、政策企画局長などを歴任し、2016年から2018年まで東京都副知事を務めた。
2018年から公益財団法人東京都環境公社理事長を、2019年から東京地下鉄株式会社副会長を務めている。
2023年5月23日の閣議で、空港施設株式会社への人事介入問題を抱えていた東京地下鉄株式会社会長の本田勝が任期満了をもって退任することを受け、本田の後任として充てられる人事を閣議了解された。人事は、6月に開催される株主総会と取締役会で正式決定された。
2025年6月25日の東京地下鉄株主総会終結を持って、同社の会長を退任。なお、同日より次期会長が決定するまでの間、東京地下鉄の会長は空席となっている。

## 経歴
1980年 東京都入庁
2006年 知事本局自治制度改革推進担当部長
2007年 知事本局企画調整部長
2008年 知事本局総務部長
2010年 病院経営本部長
2012年 福祉保健局長
2014年 政策企画局長
2016年 副知事
2018年 公益財団法人東京都環境公社理事長
2019年 東京地下鉄株式会社副会長
2023年 東京地下鉄株式会社会長